# Kevin Limsakul
Kevin Limsakul (thailändisch เควิน ลิ้มสกุล, * 5. März 1997), oder auch Kevin Diefenbacher, ist ein ehemaliger deutsch-thailändischer Fußballspieler.

## Karriere
Kevin erlernte das Fußballspielen in der Jugendmannschaft der SpVgg Neckarelz im Mosbacher Stadtteil Neckarelz im Norden Baden-Württembergs. Hier stand er vom 1. Juli 2016 bis 30. Juni 2020 auch unter Vertrag. Mit dem Verein spielte er in der Oberliga Baden-Württemberg und in der Fußball-Verbandsliga Baden. Im Juli 2020 wechselte er für eine Saison zum FC Speyer 09. Für den Verein aus Speyer spielte er achtmal in der Oberliga Rheinland-Pfalz/Saar. Nach der Saison ging er nach Thailand, wo er in Samut Prakan einen Vertrag beim Zweitligisten Customs Ladkrabang United FC unterschrieb. Sein Zweitligadebüt gab Kevin Limsakul am 5. September 2021 (1. Spieltag) im Auswärtsspiel gegen den Khon Kaen FC. Hier stand er in der Startelf und wurde in der 86. Minute gegen den Brasilianer Elias ausgewechselt. Die Customs gewannen das Spiel 2:0. Für die Customs absolvierte er 15 Zweitligaspiele. Nach der Hinrunde wechselte er im Januar 2022 zum Ligakonkurrenten Sukhothai FC. Am Ende der Saison 2021/22 feierte er mit dem Verein aus Sukhothai die Vizemeisterschaft und den Aufstieg in die erste Liga. Für den Aufsteiger absolvierte er sechs Ligaspiele. Nach dem Aufstieg verließ er den Verein und wechselte zum Drittligisten Pattaya Dolphins United. Für den Verein aus dem Seebad Pattaya bestritt er fünf Ligaspiele in der Eastern Region. Anfang Dezember 2022 beendete er seine Karriere als Fußballspieler.

## Erfolge
Sukhothai FC
- Thailändischer Zweitligavizemeister: 2021/22  ▲